# Louis Ferdinand van Pruisen (1907-1994)
Louis Ferdinand Victor Eduard Adalbert Michaël Hubertus (Potsdam, 9 november 1907 - Bremen, 25 september 1994), Prins van Pruisen, was de tweede zoon van kroonprins Wilhelm van Pruisen en hertogin Cecilie van Mecklenburg-Schwerin. Zijn grootvader was de voormalige Duitse keizer Wilhelm II. Omdat zijn oudere broer, prins Wilhelm in 1933 zijn aanspraak op de troon opzegde om met een gewone burgervrouw te trouwen, werd hij de eerste in de lijn van troonopvolging. 
Hij huwde in 1938 grootvorstin Kira Kirillovna van Rusland, dochter van grootvorst Kirill Vladimirovitsj van Rusland, eerst in een Russisch-orthodoxe ceremonie in Potsdam, en daarna in een protestantse ceremonie in Huis Doorn, waar zijn grootvader in ballingschap leefde. Ze kregen samen vier zonen en drie dochters. Zijn twee oudste zonen, Friedrich Wilhelm en Michael, trouwden beiden onder hun stand zodat ze hun recht op de troon verloren. Zijn derde zoon Louis Ferdinand jr. werd daardoor toekomstig troonopvolger. Louis Ferdinand jr. overleed in 1977 in een militaire oefening, waardoor de aanspraak op de Duitse troon overging op zijn kleinzoon Georg Friedrich, die een jaar voor de dood van zijn vader was geboren.

## Huwelijk en kinderen
Louis Ferdinand en Kira Kirillovna kregen samen zeven kinderen:
- Friedrich Wilhelm (1939–2015)
- Michael (1940–2014)
- Marie-Cécile Kira Viktoria Luise (28 mei 1942)
- Kira (1943–2004)
- Louis Ferdinand Oskar Christian (1944–1977)
- Christian-Sigismund (14 maart 1946)
- Xenia (1949–1992)

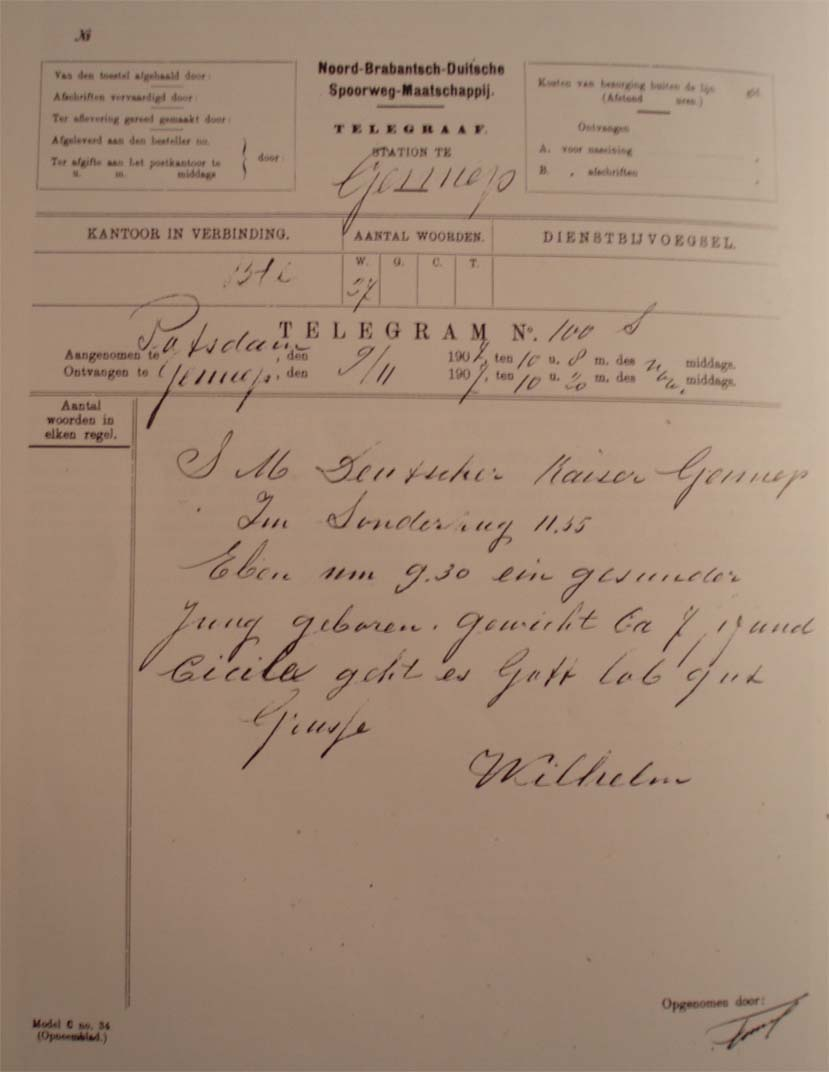
Wilhelm II ontvangt in 1907 op Station Gennep het telegram van zijn zoon Wilhelm, dat zijn kleinzoon Louis Ferdinand geboren is
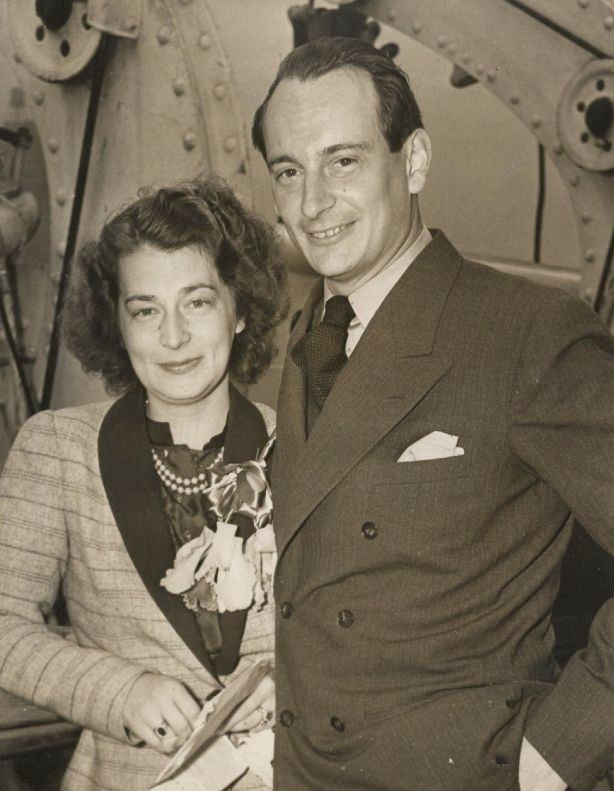
Louis Ferdinand en Kira Kirillovna in 1938